# 加州藝術學院 (洛杉磯縣)
加州藝術學院 (英語：California Institute of the Arts，簡稱：CalArts) ，中文又譯作加州藝術大學，是位於美國加州洛杉磯縣聖塔克拉利塔瓦伦西亚 (Valencia) 的私立藝術學院。於1961年由迪士尼創始人華特·迪士尼創立，是美國首家同時提供視覺和表演藝術學位的高等學府。學校由藝術學院 (School of Art) 、戲劇學院 (School of Theater) 、音樂學院 (School of Music) 、舞蹈學院 (School of Dance) 、影視學院 (School of Film/Video) 和藝術評論學院 (School of Critical Studies) 六大院系組成，同時提供跨學科的研究項目。
CalArts是美國西海岸最具影響力、資源最優的藝術學院之一。由於其對申請者苛刻的選拔要求，CalArts長期保持著極低的錄取率 (20%) 並以此聞名。曾在2017年QS世界大學藝術與設計排名中名列世界第9位。
學校官方將其使命定義為“為藝術家提供專業技能和個人目標，激發創造潛力，啟發創作全球化文化背景下的傑出作品”，事實上CalArts學生的前衛和實驗性作品在業界享有極高的評價，並以實驗動畫 (Experimental Animation) 和角色動畫 (Character Animation) 規模最大且最具話語權。此外，CalArts在平面設計 (Graphic Design，U.S.News排名第五) 、攝影 (Photography) 、影視 (Film/Video) 、戲服設計 (Costume Design) 、表演 (Acting) 、照片與媒體 (Photo & Media) 、音樂 (Music) 等領域擁有極高的專業排名和業界地位。

## 中文譯名
因其中文譯名“加州藝術學院”與位於舊金山的 California College of the Arts (簡稱CCA)  和已與2019年初結業的教育集團 Art Institute of California (簡稱AIC)  同為“加州藝術學院”，而時常被媒體和民間各界混淆，在華語網絡中亦時常出現將三校混淆的文章與介紹內容，包括早期的百度百科、知乎和微博文章。事實上三者並無任何關聯，且從專精領域、教學目標到教育性質都相去甚遠。華語媒體亦有稱CalArts為“加州藝術大學”者，以做區分。

## 學校歷史
CalArts與1961年由洛杉磯音樂學院 (Los Angeles Conservatory of Music，1883年建立) 和施納德藝術學院 (Chouinard Art Institute) 合併而成，在當時兩校皆面臨嚴重的財政危機。華特·迪士尼與施納德夫人的專業領域合作早在1929年開始。當時迪士尼並無充足預算，於是二人達成合作，在迪士尼方面延期付款的基礎上，施納德藝術學院向迪士尼公司培養并輸送了第一批動畫人才。這也使二人結緣，並為日後CalArts的建立打下了基礎。1964年，華特·迪士尼向公眾展示了他對“加州藝術學院”的概念，并將其製成短片The CalArts History（页面存档备份，存于）。華特將CalArts同洛杉磯縣美術館 (LACMA) 和洛杉矶音乐中心 (Los Angeles Music Center，或The Music Center) 一道定位為“洛杉磯全新的、世界級的文化基礎設施”。
1969年，CalArts與洛杉磯市郊的巴倫西亞正式動工建設現用校區。于同年開始接受申請，并聘請了諸如Allan Kaprow, John Baldessari, Miriam Shapiro, Nam June Paik和Alison Knowles等當時的知名藝術家加入CalArts擔任教師，並于1970年在其位於Burbank的過渡校區的第一學年正式建立了現六大院系的體系。
1975年，在影視學院主導下，CalArts的角色動畫專業正式成立，並在當屆培養了美國知名電影導演蒂姆·伯顿。
在1994年北岭地震中，CalArts校園損毀嚴重，並蒙受1400余萬美元的財產損失。校園重建工作在當年秋季學期后完成。在重建期間，學校的課程于校外基地和臨時校舍教授完成。
1995年，皮克斯工作室在John Lasseter和其他幾位同樣出身CalArts的動畫師Andrew Stanton, Pete Docter和Joe Ranft的主導下完成了歷史上首部電腦CG動畫長片玩具總動員。皮克斯工作室藉此機會走上事業高峰，CalArts也因此聞名，並由此奠定了其在美國動畫行業的主導地位。

## 軼事

### A113
許多好萊塢業界的知名動畫工作者共同出身於加州藝術學院的A-113教室。這些校友為紀念學生時代的教室，在許多動畫電影和其參與的各大作品中，都會出現“A-113”的編號。此後“A-113”成為了美國動畫界的知名彩蛋。例如，玩具總動員系列裡，它是玩具們的主人安弟母親的車牌號碼。又或者，在汽車總動員裡，它同時是脫線的車牌號碼，以及一台閃電麥坤撞見的火車編號等等。在其他包括辛普森家庭、復仇者聯盟 (導演喬斯·溫登) 以及不可能的任務4 (導演布拉德·伯德) ，這組號碼也颇为抢镜。

### 「CalArt風格」爭議事件
由于CalArts的动画学院在好萊塢為動畫行業輸送了大量人才，形成了較強的影響力，因此21世紀10年代以來，一系列Cartoon Network、迪士尼等知名动画工作室的作品均采用了所謂「CalArts風格」(CalArts Style，又譯為為加州藝術學院風、加州學院風)，引发了觀眾的大範圍审美疲劳。美国社會各界對於起源於CalArts校友的所謂“CalArts風格”的批評聲愈演愈烈。所謂“CalArts風”起源於美國動畫探險活寶，因该动画制作团队大量成员均毕业于CalArts而得名。該畫風的特點在於人物擁有相似的、豆形的臉型和卵形的嘴巴，以及細線條勾勒出的輪廓，因此該畫風又被稱為細線風 (Thin-line Style) 。有社會輿論指責CalArts的内部教育体系想要批量複製探險活寶所獲得的商業成功，因此在該動畫取得商業成功後，在教育大綱上對其畫風加以推崇和擴散，并最終造就了Cartoon Network和迪士尼旗下一系列動畫如阿甘妙世界、神秘小鎮大冒險的類似風格。
2018年5月，由Cartoon Network主導製作的經典動畫ThunderCats Roar的重置版預告片推出后，因Cartoon Network再次使用了類似的畫風，“CalArts風”再次被輿論推上風口浪尖。Twitter上短時間內爆發出大量以#CalArtsStyle為話題標籤的推文，并成為了當時的熱梗。數萬名網友和畫師為諷刺“CalArts風”，將大量經典動畫和影視角色如美國隊長、辛普森一家以“CalArts風”重製，並獲得了大量的討論和轉發。
美國太平洋時間2018年6月3日，Twitter用戶@ScrumpAdmin發表了一則推文，附上一張畫有“CalArts風”標誌性的人物嘴巴、並被射擊多次的槍靶照片，并附言：“你們有些人是無辜的，明天不要去CalArts (原文：Some of You Guys Are Alright, Don't go to CalArts Tomorrow) ”。該推文顯然是對安普瓜社区学院枪击案的網路模因的模仿，并被認為是對CalArts的持槍威脅。稍早前在安普瓜社区学院枪击案中，該案件的兇手提前一天在網路上發出了同樣的訊號。為緊急應對這一威脅，即使學校當天已放暑假，CalArts方面仍然在當地時間6月4日宣佈關閉整座校園，以免發生大量人員傷亡的槍擊事件。但實際上當天校內最終並無暴力事件發生，警方亦沒有接到在該社區內發現可疑人員的報告。在後來幾天內，發佈威脅訊息的Twitter賬戶被刪除。